# The Better Way (film 1909)
The Better Way è un cortometraggio muto del 1909 diretto da David W. Griffith. Prodotto e distribuito dalla Biograph Company, il film - girato a Coytesville, New Jersey - uscì nelle sale il 12 agosto 1909.

## Trama
Elizabeth è innamorata di Oliver ma sua madre, una povera vedova, si trova in difficoltà, così lei acconsente a sposare lo squire Calvin Cartwright, un agricoltore benestante e onesto, ma molto più vecchio di lei. Oliver non sa darsi pace e cerca con insistenza Elizabeth la quale ora è sinceramente innamorata del marito e, di conseguenza, non sa come comportarsi con lui. Lo squire, dal canto suo, si sente vecchio e inadeguato e quando vede Oliver, gli dice di andare via con Elizabeth. Lei, sbigottita, si lascia convincere da Oliver e lascia il marito. Quando i due giovani si trovano soli, lui la bacia appassionatamente: quel bacio ha come il potere di risvegliare i sensi intorpiditi di Elizabeth che si rende conto di amare lo squire. La donna corre via, precipitandosi a casa della madre, non osando tornare dal marito. Ma lui, anche se pare impassibile, è straziato dall'abbandono e potrebbe morire di dolore se la moglie non tornasse.

## Produzione
Il film fu prodotto dalla Biograph Company. Venne girato a Coytesville, New Jersey.

## Distribuzione
Distribuito dalla Biograph Company, il film - un cortometraggio in una bobina - uscì nelle sale cinematografiche statunitensi il 12 agosto 1909. Copie del film sono conservate negli archivi della Library of Congress e al Museum of Modern Art.